# 弗洛里安·科费尔特
弗洛里安·科费尔特（德語：Florian Kohfeldt，1982年10月5日—）是一位德国足球教练，曾执教于德国足球甲级联赛球队云达不来梅。

## 生平
科费尔特在下萨克森州的代尔门霍斯特长大，并于2002年在马克斯·普朗克文理中学毕业。其足球生涯始于雅恩代尔门霍斯特，在那里担任守门员一职直至U19梯队。随后，科费尔特转投身处不来梅协会联赛的云达不来梅三队，受时任球队主帅的指导。由于认为自己不具备足够的才能在职业足球运动员中立足，科费尔特开始在不来梅大学进修运动学和医疗卫生学，并于2013年以文学硕士学位毕业。与此同时，他自2006年以来曾先后执教云达不来梅的各级青年梯队。2015年，科费尔特又参加在德国足球协会于亨内斯·魏斯韦勒学院举行的足球教练培训课程，以年度最佳成绩毕业。
从2014年至2016年，科费尔特作为斯克里普尼克的副手，随主教练一同晋身德甲联赛，参与云达不来梅一线队的执教工作。2016年10月，他被任命为身处德丙联赛的云达不来梅二队主教练，并率队成功保级。2017年10月30日，随着亚历山大·努里被解雇，科费尔特以代理主教练身份接手了此前已10轮联赛不胜并积分垫底的云达不来梅一线队。他指挥的首场德甲联赛是2017年11月3日，客场以2比1击败和睦法兰克福。2017年12月中旬，时任云达不来梅总经理的宣布，科费尔特将正式担任一线队主教练直至赛季结束。